# Katatonia
Katatonia est un groupe suédois de heavy metal, originaire de Stockholm. Formé en 1991 par Jonas Renkse et Anders Nyström, le groupe est d'abord ancré dans le death metal, puis fait évoluer sa musique vers un metal plus progressif et lyrique. Le groupe est considéré par la presse spécialisée comme l'un des plus influents de la scène metal suédoise.

## Historique

### Débuts (1991–1995)
Le groupe est formé en 1991 à Stockholm en Suède, et se lance avec Jhva Elohim Meth... The Revival, un premier EP se rapprochant du black metal mélancolique. À cette période, le groupe n'est qu'un duo composé de Jonas Renkse au chant et à la batterie, et de Blackheim à la guitare. En 1993, le groupe enrichit sa formation, et fait paraître un album dans la même veine mais plus « produit » et moins instantané, Dance of December Souls, qui annonce un petit côté doom metal. L'album est enregistré entre le 3 juillet 1992 et le 9 avril 1993.
En 1995, Katatonia sort l'EP For Funerals to Come, est suivi par l'album Brave Murder Day dans une veine doom/black/death avec le chanteur d'Opeth au chant. Jonas Renkse perd sa voix au moment venu de la session d'enregistrement, et il est appelé à l'aide. Il contribue aussi à l'EP Sounds of Decay.

### Continuité (1996–2011)

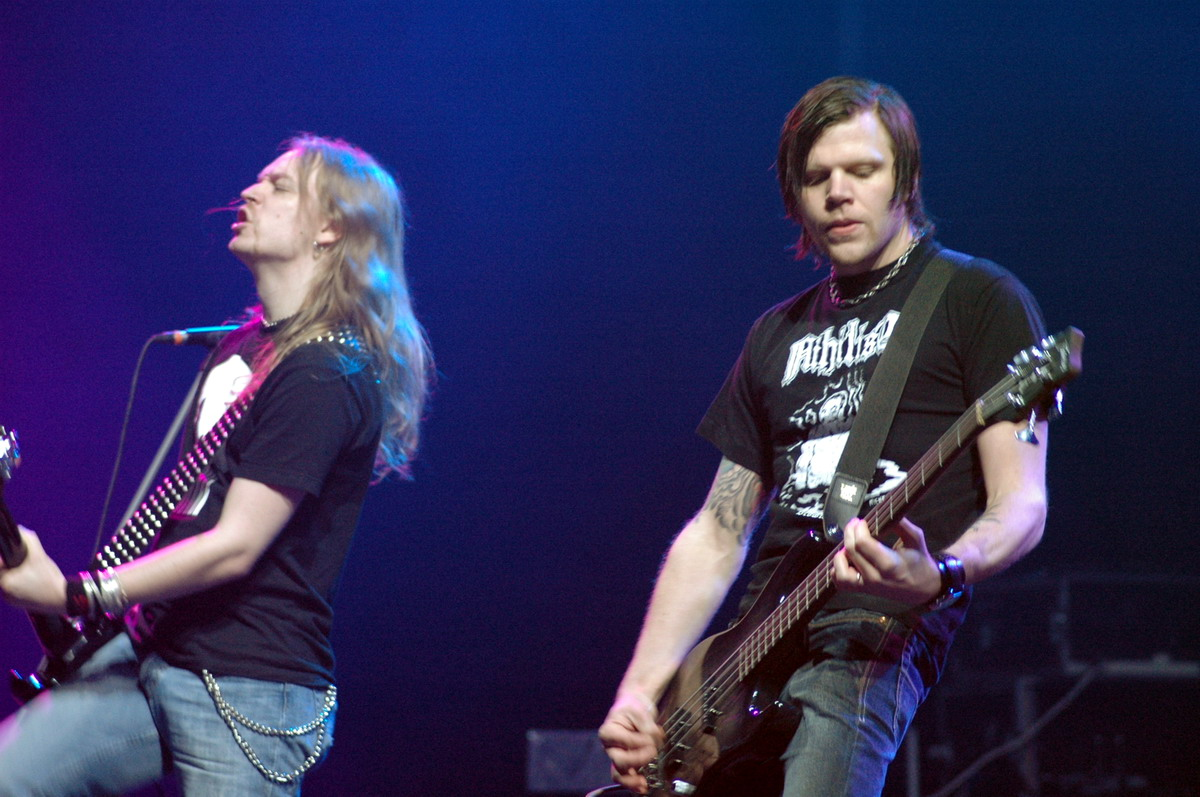
Anders Nyström et Mattias Norrman, sur scène en 2005.

Par la suite, Katatonia s'oriente vers une autre direction. Jonas Renkse opte pour une voix claire et des compositions plus rock. Le premier CD à sortir sous cette forme est l'EP Saw You Drown, mais c'est Discouraged Ones, le 5 mai 1998, qui immortalise le nouveau choix de Katatonia.
Puis sortent les albums, Tonight's Decision, Last Fair Deal Gone Down, et Viva Emptiness (en 2003), où Katatonia opte encore pour un changement de style. Les guitares se font très bruyantes et le chant détaché. Puis vient en 2006 l'album The Great Cold Distance. Le groupe considère ce dernier comme leur travail le plus dynamique de leur histoire et qui contient une certaine froideur menaçante : « Il est fait pour créer une distance entre tout et rien. » D'après Renkse, « la distance nécessaire pour voyager dans les couloirs de la frustration humaine. En écoutant cet album, l'on doit savoir qu'il ne va seulement aider qu'à augmenter la distance entre nous. C'est une vie tortueuse. Et c'est une bande son pour ça. »
Pour la suite, Katatonia prévoit de sortir une compilation regroupant tous les EP et raretés, ainsi qu'un DVD[réf. nécessaire]. Le 10 novembre 2009 sort leur nouvel album Night Is the New Day. Mickael Akerfledt (Opeth) dira de cet opus : « c'est probablement le meilleur album que j'ai écouté au cours des dix dernières années[réf. nécessaire]. » Peu après la sortie de l'album, Mattias et Fredrik décident de quitter le groupe fin 2009 pour des raisons personnelles. Ils seront remplacés par Per Eriksson et Niklas Sandin.

### Dead End Kings(2012–2013)

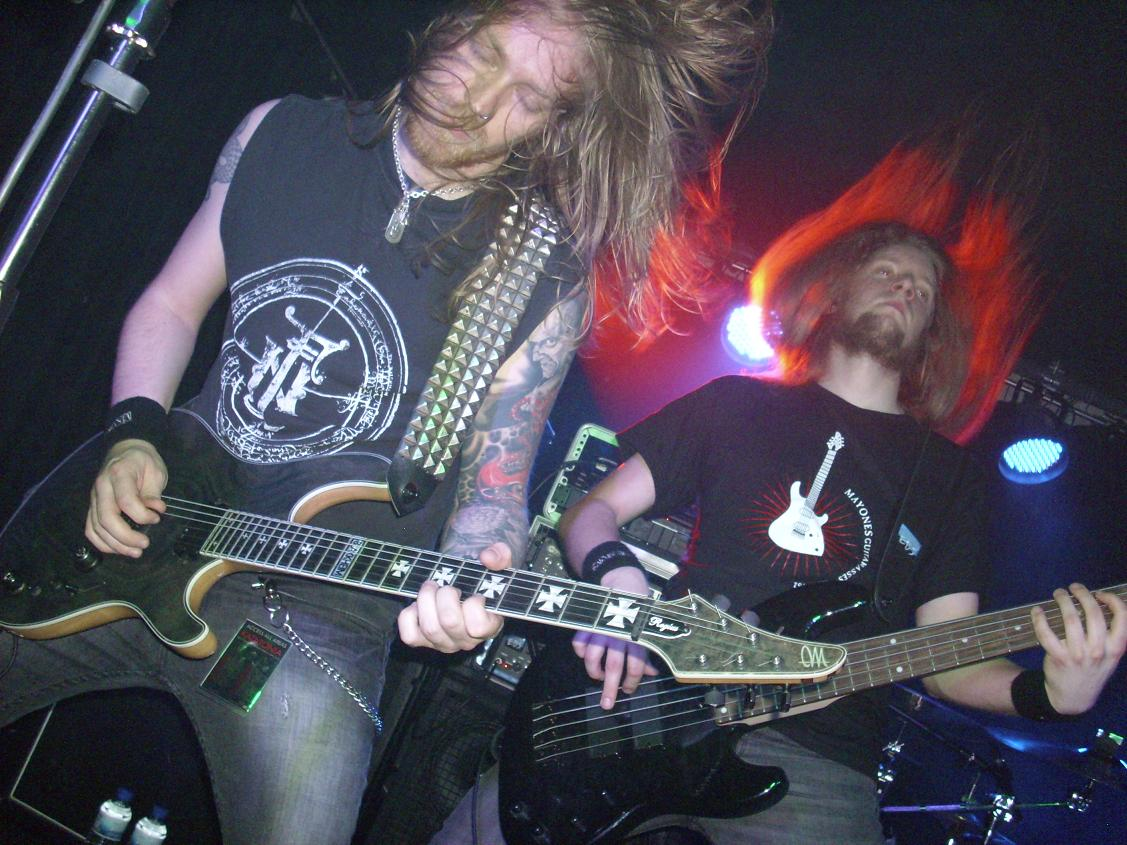
Katatonia en 2010.

Sur un article paru le 27 janvier 2012 sur le site officiel du groupe, Katatonia annonce son entrée en studio le 30 janvier 2012 pour débuter l'enregistrement de son prochain album dont la sortie est annoncée pour septembre 2012. Le 28 mai 2012 sur sa page Facebook, Katatonia révèle le nom du futur album ainsi que sa date de sortie. Leur nouvel album, intitulé Dead End Kings, sort le 27 août 2012 en Europe, et le 28 aux États-Unis. Le 20 juin, la formation met une chanson du nouvel album, Dead Letters, en ligne via leur page Facebook. Courant juillet, le groupe diffuse un extrait d'un autre morceau disponible sur YouTube intitulé Lethean.

### Dethroned and Uncrowned(2014–2015)
Sur leur page Facebook, le groupe lance début 2013 une campagne afin de financer l'enregistrement de leur prochain album. Ce prochain opus, intitulé Dethroned and Uncrowned, sera composé des chansons de Dead End Kings complètement revisitées. L'album sort le 9 septembre 2013, et atteint la 25e place des Billboard Top Heatseekers . En 2014, le groupe tourne en soutien à l'album sous le slogan Unplugged and Reworked. Le 17 avril 2014, Daniel Liljekvist annonce son départ, ce dernier ne pouvant plus s'investir dans le groupe compte tenu de sa situation financière,. À la fin de 2014, le groupe publie un album live CD/DVD intitulé Last Fair Day Gone Night.
Pour les fans francophones du groupe à signaler l'étude de Nicolas Bénard et Robert Culat, Katatonia, sous un ciel de plomb (Camion Blanc, 2015) dans laquelle est présentée une monographie culturelle du groupe (première partie) et une analyse des paroles et thématiques avec une traduction française de toutes les paroles jusqu'à Dead End Kings (deuxième partie).
En février 2015, Katatonia annonce la sortie d'un DVD intitulé Sanctitude pour le 31 mars au label Kscope.

### The Fall of Hearts(2016–2017)
Après la sortie de Dead End Kings en 2012, Katatonia passe quatre ans à tourner. En mars 2016, le groupe annonce la sortie d'un nouvel album intitulé The Fall of Hearts. Cet album sera le premier à faire participer le nouveau batteur du groupe, Daniel « Mojjo » Moilanen et le guitariste Roger Öjersson (Tiamat).

### City Burials,Sky Void of Starset départ de Nyström (depuis 2018)
Katatonia publie son 11e album studio, City Burials, en avril 2020. La même année sont publiés Dead Air, un album live enregistré au studio Gröndahl à Stockholm, et Mnemosynean, une compilation. Le groupe publie son 12e album studio, Sky Void of Stars, en janvier 2023 et réalise à cette occasion une tournée en Europe et aux États-Unis avec Sólstafir.
En mars 2025, le guitariste et membre fondateur Anders Nyström quitte Katatonia en raison de « préférences créatives et de problèmes d'emploi du temps ». Un mois après, le groupe annonce son 13e album studio, Nightmares as Extensions of the Waking State, dont la sortie est prévue en juin 2025 sous le label Napalm Records, et publie à cette occasion le single Lilac. Cet album marque l'arrivée des guitaristes Nico Elgstrand et Sebastian Svalland dans la formation.

## Membres

### Membres actuels
- Jonas Renkse – chant (1991–1994, depuis 1996), batterie, percussions (1991–1994, 1996–1998), guitare (2002–2005)
- Niklas « Nille » Sandin – basse (depuis 2009)
- Daniel Moilanen – batterie (depuis 2015)
- Nico Elgstrand – guitare (depuis 2025)
- Sebastian Svalland – guitare (depuis 2025)

### Anciens membres
- Guillaume Le Huche – basse (1993–1994)
- Kristian Poock – guitare (1993)
- Fredrik « North » Norrman – guitare (1994, 1996–2009), basse (1997, 1999)
- Mikael Oretoft – basse (1997–1998)
- Mattias « Kryptan » Norrman – basse (1999–2009)
- Daniel Liljekvist – batterie, percussions (1999–2014)
- Per « Sodomizer » Eriksson – guitare rythmique, guitare solo (2009–2014)
- Roger Öjersson – guitare (2016–2024)
- Anders « Blakkheim » Nyström – guitare[24], chœurs (1991–1994, 1996–2025), basse (1992, 1996), clavier (1997–2005)

### Membres de session
- Dan Swanö – clavier, chant (1992–1993), batterie en studio (1999)
- Mikael Åkerfeldt – guitare (1993–1994), chant (1996–1997)
- Kennet Englund – batterie (1996)
- Bruce Soord – guitare, chant (2014)
- Tomas Åkvik – guitare (2014)
- Daniel Moilanen – batterie (2014)

## Discographie

### Albums studio
- 1993 : Dance of December Souls
- 1996 : Brave Murder Day
- 1998 : Discouraged Ones
- 1999 : Tonight's Decision
- 2001 : Last Fair Deal Gone Down
- 2003 : Viva Emptiness
- 2006 : The Great Cold Distance
- 2009 : Night Is the New Day
- 2012 : Dead End Kings
- 2013 : Dethroned and Uncrowned
- 2016 : The Fall of Hearts
- 2020 : City Burials
- 2023 : Sky Void of Stars
- 2025 : Nightmares as Extensions of the Waking State

### Albums live et EP
- 2007 : Live Consternation
- 2014 : Kocytean (EP)
- 2014 : Last Fair Day Gone Night (album live, CD/DVD)
- 2015 : Sanctitude
- 2020 : Dead Air